# Dysschema terminata
Dysschema terminata är en fjärilsart som beskrevs av Guérin-meneville 1844. Dysschema terminata ingår i släktet Dysschema och familjen björnspinnare. Inga underarter finns listade i Catalogue of Life.